# Final Fantasy XII
Final Fantasy XII е 15 част от поредицата компютърни игри Final Fantasy. Тя е конзолна-ролева игра издадена от Square Enix за Сони PlayStation 2. Илиза през 2006 г. и е първата сингъл плеър игра от основните серии от пет години насам.
Продава над два милиона копия само в Япония, и става четвъртата най-продавана игра на PS2 за 2006 година в световен мащаб.